# 勒埃里拉维耶维尔
勒埃里拉维耶维尔（法語：Le Hérie-la-Viéville，法語發音：[lə eʁi la vjevil]）是法国埃纳省的一个市镇，位于该省北部，属于韦尔万区。

## 地理
勒埃里拉维耶维尔（49°49'20"N, 3°38'41"E）面积9.27 平方千米，位于法国上法蘭西大區埃纳省，该省份为法国北部内陆省份，北起北部省，西接索姆省和瓦兹省，东临阿登省和马恩省，西南至塞纳-马恩省，东北部与比利时接壤。
与勒埃里拉维耶维尔接壤的市镇（或旧市镇、城区）包括：朗迪费和贝泰涅蒙、新蒙索和福库济、皮雪和克朗略、桑里绍蒙、乌塞。

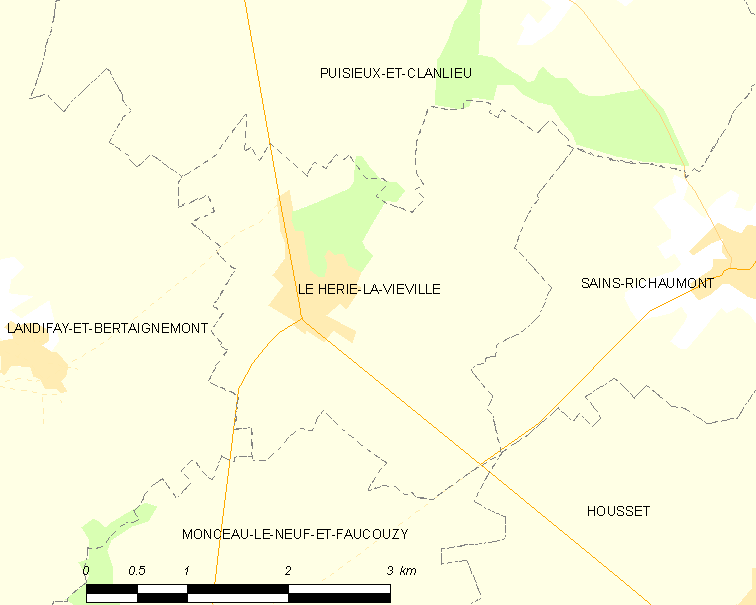
勒埃里拉维耶维尔的OSM定位图

勒埃里拉维耶维尔的时区为UTC+01:00、UTC+02:00（夏令时）。

## 行政
勒埃里拉维耶维尔的邮政编码为02120，INSEE市镇编码为02379。

## 政治
勒埃里拉维耶维尔所属的省级选区为马尔勒县。

## 人口

1962-2008年间勒埃里拉维耶维尔人口变化图示

勒埃里拉维耶维尔于2022年1月1日时的人口数量为194人。